# Rhaebo olallai
El sapo andino de Tandayapa (Rhaebo olallai) es una especie de anfibios de la familia Bufonidae.
Es endémica de las laderas occidentales de los Andes, en Ecuador. Descubierta en 1970 a partir de un único ejemplar, no se han encontrado nuevos ejemplares hasta que no fue redescubierta en los bosques nubosos del río Manduriacu, en la provincia de Imbabura, en 2012.
Su hábitat natural son los montanos secos.
Está amenazada de extinción.